# 대한민국 기상청

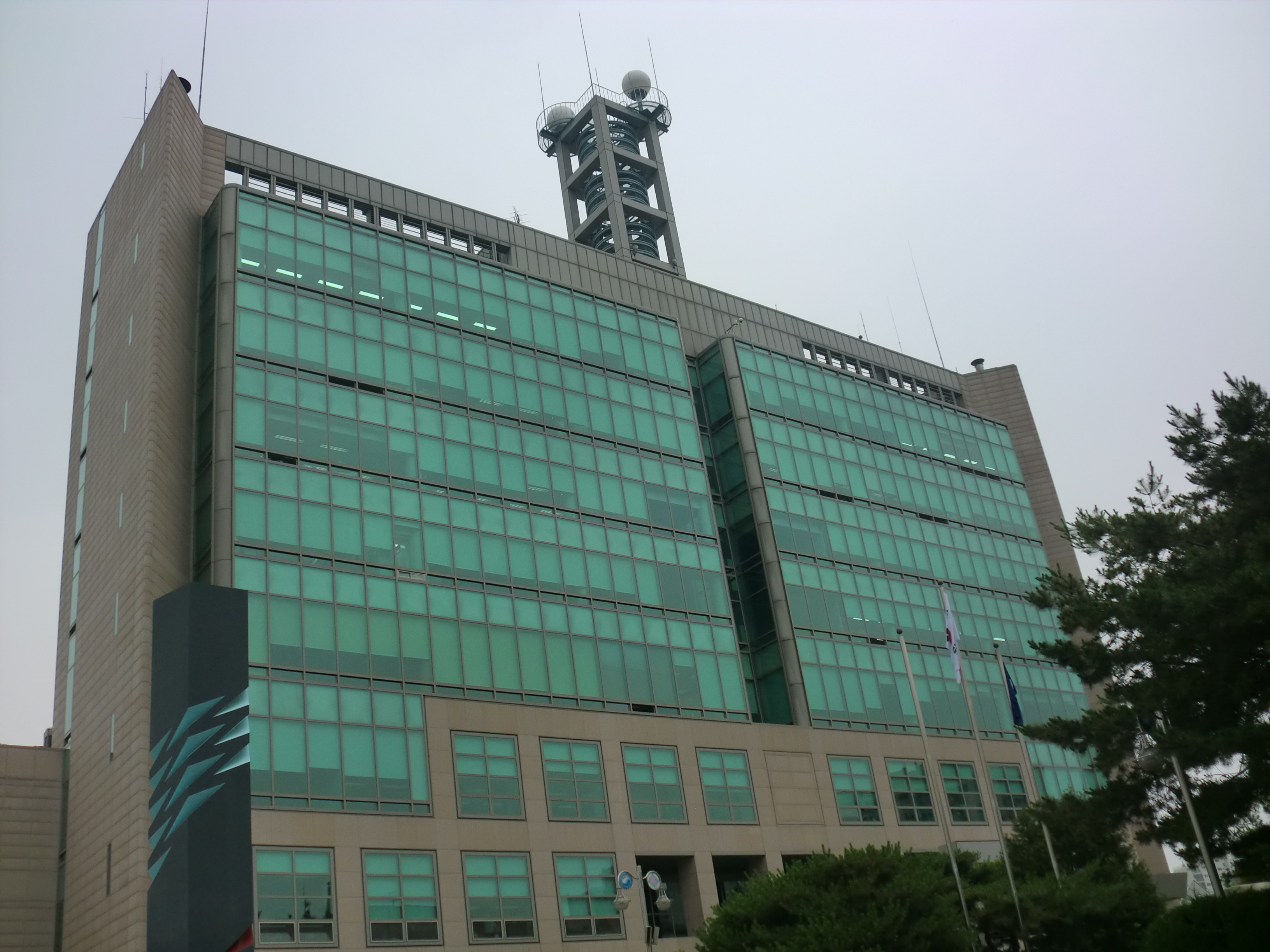
기상청 서울청사

기상청(氣象廳)은 기상에 관한 사무를 관장하는 대한민국의 중앙행정기관이다. 청장은 차관급 정무직공무원으로, 차장은 고위공무원단 가등급에 속하는 일반직공무원으로 보한다.

## 소관 사무
- 기상(지상 및 수상을 포함한다)에 관한 사무

## 역사
대한제국 농상공부 소속으로 설치된 관측소가 기상청의 전신이다. 당시 관측소는 러일 전쟁 때 일본의 필요로 설치되었는데, 이 때문에 인천광역시에 설치된 것이 중앙관상대의 역할을 수행했다. 1912년에는 내무부 학무국 소관이 되었다가 해방 후 학무국이 문교부로 독립하면서 문교부 소관이 되었다. 대한민국 정부 수립 이후에도 유지되었으며, 인천에 위치한 중앙관상대가 서울로 이전한 것은 1948년 3월 1일의 일이다. 다만, 근거 법령은 1949년 8월 18일에 제정되었다.
초기에는 관상대라고 불렀는데 이는 조선 시대의 '관상감'(觀象監)이라는 직책에서 유래했다. 천문·지리·책력·측후 등을 관장한 기관으로 천체 현상을 관찰해 백성에게 알려주는 역할을 했다.
1956년 3월 16일에는 미국 국무부의 도움을 받아 세계기상기구에 정식 가입했다. 1962년에는 교통부 소속으로, 1967년에는 과학기술처로 이관되었다.
1981년에는 중앙기상대로 이름을 바꿨다가 1990년에 지금과 같은 기상청으로 개편되었다. 이는 기상 업무의 중요성이 높아짐에 따라 전문성과 독립성을 확보하기 위한 조치라고 밝혔다.
2013년에는 박근혜 정부가 출범하기 전 대통령직인수위원회는 기상청을 기상기후청으로 개편하는 안을 검토하기도 했다. 기상관측뿐만이 아니라 기후변화 예측·감시 업무까지 수행하는데 이에 대한 국민들의 이해를 깊게할 필요가 있다는 것이 이유였다. 다만, 새 정부 「정부조직법」 개정안에 포함되지 않아 자연스럽게 사장되었다.
2022년 2월 정부대전청사로 이전했다.

### 연혁
- 1949년 8월 18일: 문교부 소속으로 국립중앙관상대 설치.[10]
- 1962년 7월 16일: 교통부 소속으로 변경.[11]
- 1963년 2월 12일: 중앙관상대로 개편.[12]
- 1967년 3월 30일: 과학기술처 소속으로 변경.[13]
- 1981년 12월 31일: 중앙기상대로 개편.[14]
- 1990년 12월 27일: 기상청으로 개편.[15]
- 1998년 2월 28일: 과학기술부의 외청으로 소속 변경.[16]
- 2008년 2월 29일: 환경부의 외청으로 소속 변경.[17]
- 2022년 2월: 정부대전청사로 일부 이전.[18]

### 역대 로고

1999년부터 2008년까지 사용된 기상청 로고
2008년부터 2016년까지 사용된 기상청 로고

## 조직
| 국                 | 담당관실·과                                                                      |
| 청장 산하 하부조직 | 청장 산하 하부조직                                                               |
| ------------------ | -------------------------------------------------------------------------------- |
|                    | 대변인실                                                                         |
| 차장 산하 하부조직 |                                                                                  |
| 기획조정관실       | 기획재정담당관실ㆍ혁신행정담당관실ㆍ연구개발담당관실ㆍ국제협력담당관실           |
|                    | 감사담당관실ㆍ운영지원과                                                         |
| 예보국             | 총괄예보관ㆍ예보정책과ㆍ예보기술과ㆍ국가태풍센터ㆍ재해기상대응팀ㆍ영향예보지원팀 |
| 관측기반국         | 관측정책과ㆍ계측표준협력과ㆍ정보통신기술과ㆍ국가기상슈퍼컴퓨터센터ㆍ정보보호팀   |
| 기후과학국         | 기후정책과ㆍ기후예측과ㆍ해양기상과ㆍ기후변화감시과ㆍ수문기상팀                   |
| 기상서비스진흥국   | 기상서비스정책과ㆍ국가기후데이터센터ㆍ기상융합서비스과                           |
| 지진화산국         | 지진화산정책과ㆍ지진화산감시과ㆍ지진화산연구과ㆍ지진화산기술팀                   |

### 소속기관
- 청장의 관장 사무를 지원하는 기관
  - 수치모델링센터, 기상기후인재개발원, 국가기상위성센터, 기상레이더센터
- 청장의 소관 사무를 분장하는 기관
  - 지방기상청
- 청장의 관장 사무를 지원하는 책임운영기관
  - 국립기상과학원, 항공기상청

### 소속 자문위원회
| 위원회명                       | 설치근거                | 비고 |
| ------------------------------ | ----------------------- | ---- |
| 기상관측표준화위원회           | 기상관측표준화법 제20조 |      |
| 지진 및 지진해일관측기관협의회 | 지진재해대책법 제9조    |      |

## 정원
기상청에 두는 공무원의 정원은 다음과 같다.
| 총계      | 총계              | 431명 |
| --------- | ----------------- | ----- |
| 정무직 계 | 정무직 계         | 1명   |
|           | 청장              | 1명   |
|           |                   |       |
| 일반직 계 | 일반직 계         | 430명 |
|           | 고위공무원단      | 7명   |
|           | 3급 이하 5급 이상 | 119명 |
|           | 6급 이하          | 299명 |
|           | 전문직공무원      | 4명   |
|           | 전문경력관        | 1명   |

## 재정
총수입·총지출 기준 2023년 재정 규모는 다음과 같다.
| 구분     | 세입예산       | 작년 대비 증감 |
| -------- | -------------- | -------------- |
| 일반회계 | 81억 3300만 원 | -62.03%        |
|          |                |                |
| 합계     | 81억 3300만 원 | -62.03%        |

| 구분                 | 구분         | 세출예산         | 작년 대비 증감 |
| -------------------- | ------------ | ---------------- | -------------- |
| 일반회계             | 과학기술일반 | 4666억 2800만 원 | +3.07%         |
| 혁신도시건설특별회계 | 과학기술일반 | 30억 4400만 원   | +222.12%       |
|                      |              |                  |                |
| 합계                 | 합계         | 4696억 7200만 원 | +3.52%         |

## 기상용 슈퍼컴퓨터
기상청은 슈퍼컴퓨터 1호기를 2000년 9월에 도입하였고, 2005년 8월 2호기, 2010년 12월 3호기, 2015년 12월 4호기를 도입하였으며, 2020년 12월 5호기를 도입할 예정이다.

### 기상용 슈퍼컴퓨터 도입 연혁
- 1988년 8월: 기상분석용 중형컴퓨터(Cyber 932) 도입
- 2000년 9월: 기상용 슈퍼컴퓨터 1호기 도입
- 2005년 8월: 기상용 슈퍼컴퓨터 2호기 도입
- 2010년 12월: 기상용 슈퍼컴퓨터 3호기 도입
- 2015년 12월: 기상용 슈퍼컴퓨터 4호기 도입

## 비판
2016년 여름철에 장마와 폭염에 대해 오보를 계속 내어 비판을 샀다. 7월에는 소나기 예보를 내린 날에는 해가 뜨고, 그렇지 않은 날에는 오히려 소나기가 내려 '양치기 기상청'이라는 비판을 받았으며, 8월 11일부터 14일까지 '폭염이 절정에 달할 것'이라고 예보했으나 19일이 되어도 폭염은 수그러들지 않은 채, 최고 기온을 갱신했다. 이후에도 폭염이 꺾이는 시점에 대한 보도를 16일, 22일, 24일로 계속해서 미루었는데 이에 대해 기상청은 북태평양 고기압의 영향으로 공기 흐름이 정체되어 있어 폭염이 끝날 줄 알았으나 계속 이어진다는 등 대기 예측이 매우 어려웠다고 해명했다. 한편, 기상청이 날씨를 예측하는 것은 슈퍼컴퓨터를 통한 자료를 예보관들이 분석함으로써 알려주는 것인데 오보가 나올 때마다 예보관을 교체해서 해당 분야에 유능한 인재가 머물기 힘들기 때문이라는 지적도 있다.

## 같이 보기
- 기상청장
- 기상청 차장
- 대한민국 기상청의 일기예보
- 기상관측소
- 자동기상관측장비
- 일기예보관
- 전지구정보시스템센터
- 아시아풍력협회
- 국가농림기상센터
- 기상청 날씨누리

### 내용주
1. 1 2 3  개방형 직위.
2. ↑  4명을 둔다.
3. 1 2  2024년 12월 31일까지 존속하는 한시조직.
4. ↑  2026년 3월 31일까지 존속하는 한시조직.
5. ↑  2025년 3월 29일까지 존속하는 한시조직.
6. ↑  2025년 4월 30일까지 존속하는 한시조직.

### 참조주
1. 1 2  「기상청과 그 소속기관 직제」 별표 2
2. 1 2  기획재정부. “열린재정 > 재정연구분석 > 재정분석통계 > 예산편성현황(총수입)”. 《열린재정》. 2023년 1월 24일에 확인함.
3. 1 2  기획재정부. “열린재정 > 재정연구분석 > 재정분석통계 > 세목 예산편성현황(총지출)”. 《열린재정》. 2023년 1월 24일에 확인함.
4. ↑  “仁川中央氣象台 三月一日서울에移轉”. 《동아일보》. 1948년 2월 26일. 2018년 7월 11일에 확인함.
5. ↑  부형권 (2004년 12월 27일). “[책갈피 속의 오늘]1990년 기상청 독립”. 《동아일보》. 2018년 7월 11일에 확인함.
6. ↑  김택근 (2011년 2월 13일). “[여적]기상청장, 직책의 무거움”. 《경향신문》. 2018년 7월 11일에 확인함.
7. ↑  “16日字로加入 世界氣象機構”. 《동아일보》. 1956년 3월 21일. 2018년 7월 11일에 확인함.
8. ↑  “기상대 기상청으로 오늘 출범”. 《연합뉴스》 (서울). 1990년 12월 28일. 2018년 7월 11일에 확인함.
9. ↑  김계연 (2013년 2월 4일). “'기상청→기상기후청' 23년만에 명칭변경 추진”. 《연합뉴스》 (서울). 2018년 7월 11일에 확인함.
10. ↑  대통령령 제165호
11. ↑  각령 제887호
12. ↑  각령 제1208호
13. ↑  법률 제1947호
14. ↑  법률 제3518호
15. ↑  법률 제4268호
16. ↑  법률 제5529호
17. ↑  법률 제8852호
18. ↑  조명휘 (2022년 2월 18일). “기상청, 대전이전 본격 시작…27일까지 정책부서 이전 마무리”. 《뉴시스》 (대전). 2022년 3월 13일에 확인함.
19. ↑  강기헌 (2016년 8월 20일). “기상청 장마에 이어 폭염도 오보…하루만에 기존 예보 뒤집어”. 《중앙일보》. 2016년 8월 21일에 확인함.
20. ↑  강경민 (2016년 8월 20일). “하루만에 또 바뀐 '오보 기상청'”. 《한국경제》. 2017년 8월 1일에 원본 문서에서 보존된 문서. 2016년 8월 21일에 확인함.
21. ↑  김성모 (2016년 8월 20일). “이틀마다 "곧 폭염 끝난다"… 양치기 기상청”. 《조선일보》. 2016년 8월 21일에 확인함.
22. ↑  “[사설] '오보청' 오명 벗도록 날씨 예보 신뢰도 높여야”. 《한국일보》. 2016년 8월 10일. 2016년 8월 21일에 확인함.